# Divided Mind, Divided Planet
Divided Mind, Divided Planet – demo, na które składa się pięć utworów grupy Public Affection, nim ta przyjęła nazwę Live. Producentem tego wydania był Jay Healey. Nagrania dokonano w 1990 roku, a wszystkie utwory zostały skomponowane i wykonane przez zespół Public Affection. Utwory z tego wydania pojawiły się później na albumie Live – Mental Jewelry.

## Lista utworów
1. Pain Lies on the Riverside
2. Brothers Unaware
3. Waterboy
4. Operation Spirit
5. Peace Is Now